# Gérard Neyrand
Œuvres principales
L'enfant face à la séparation des parents. Une solution, la résidence alternée (1994)
L'enfant, la mère et la question du père. Un bilan critique de l'évolution des savoirs sur la petite enfance (2000)
Monoparentalité précaire et femme sujet  (avec Patricia Rossi) (2004)
Le dialogue familial. Un idéal précaire (2009) 
Soutenir et contrôler les parents. Le dispositif de parentalité (2011)
L’amour individualiste. Comment le couple peut-il survivre ?  (2018) Critique de la pensée positive. Heureux à tout prix ? (2024)
Gérard Neyrand, né le 22 mai 1949 à Valence (Drôme), est un sociologue français, spécialisé dans l'étude des relations privées.

## Biographie
Gérard Neyrand a durant ces quatre dernières décennies développé l’analyse des transformations qui ont marqué l'organisation de ce qu'on appelle la sphère privée (rapports de genre, rapports familiaux, rapports de génération...) et qui illustrent le basculement dans la seconde phase de la modernité. Son intérêt pour l'approche des relations interpersonnelles, ce qui les définit et les conditionnent, mais aussi les animent et les fait évoluer, s'est d'abord manifesté par une première formation universitaire en psychologie, suivie dans la foulée par une seconde empruntant la voie de la sociologie, qui deviendra sa discipline de référence, notamment dans toute la première partie de sa carrière. Cette orientation progressive n'est pas sans lien avec son milieu d'origine et avec l'époque dans laquelle sa trajectoire s'inscrit.
Élevé à Valence, chef-lieu de la Drôme et sa ville de naissance, jusqu'à l'obtention de son baccalauréat, il s'y trouve à proximité aussi bien de sa famille paternelle, ardéchoise, que de sa famille maternelle, lyonnaise. Être enfant du Baby-boom, qui s'étendra de la fin de la seconde guerre mondiale jusqu'en 1964 en France, n'est pas sans importance, car c'est la première génération qui accède massivement aux études supérieures. Cette accession à l'université, qui s'effectue pour lui en 1967-68, date symbolique, prend une signification particulière dans une histoire familiale marquée par la confrontation à l'objectif démocratique de promotion sociale par les études. Gérard Neyrand fera ainsi partie de ce bataillon d'étudiants d'origine modeste porteur, après sa sœur Colette de 4 ans son aînée, d'un mandat transgénérationnel de réussite scolaire. La présence d'une figure maternelle forte et la prise dans une histoire familiale tournée vers une réussite sociale par les études longtemps frustrée contribuent à rendre compte de l'intérêt qu'il manifesta pour les études, d'abord pour la psychologie, puis pour la sociologie, mais aussi pour des orientations interdisciplinaires comme la sociologie clinique (de Gaulejac), la psychologie sociale (Moscovici), l'anthropologie (Godelier), ou l'histoire sociale.

## Carrière
Gérard Neyrand entreprend des études de psychologie à l'université Aix-Marseille avec une maîtrise de psychologie sociale clinique soutenue en 1971 sous la direction de Roland Gori. Après l'obtention de son DESS (diplôme d’études supérieures spécialisées) de psychopathologie, comme de nombreux sursitaires de sa génération, il est dispensé du service militaire obligatoire, sans motif explicite. Il se réoriente alors vers la sociologie, discipline censée pouvoir rendre compte de déterminations sociales que les mouvements critiques des années post-1968 ont particulièrement mises en évidence. Sa formation de sociologue à l'université d'Aix en Provence sera scandée par l'obtention d'une maîtrise en 1975 sur le thème Travail féminin et sexualité, et la soutenance de sa thèse en décembre 1979 sur un thème particulièrement porteur à l'époque Société de consommation et sexualité. Stratégies de pouvoir et logiques sociales, obtenue avec les félicitations du jury à l'unanimité. Le sentiment de changement de statut que ressent chaque doctorant après sa soutenance se répétera avec la parution en 1989 de son premier livre, publié avec Caroline Guillot, Entre clips et looks. Les pratiques de consommation des adolescents. Contrairement aux articles, qui confèrent une légitimité "scientifique" d'autant plus grande qu'ils concernent des revues prestigieuses, la publication de livres renvoie plus à une reconnaissance sociale. Ce qui rend sans doute compte de l'importance de ses parutions futures.
En 1980, Gérard Neyrand fonde à Aix-en Provence le Centre Interdisciplinaire Méditerranéen d'Études et de Recherches en Sciences Sociales, le Cimerss. Cette association de recherche est créée avec d'autres doctorants en sociologie : Josiane Caron, Roland Crepet et Caroline Guillot, ainsi qu'avec des doctorants en économie : Elie Gallon et Michel Carreno. C'est au sein de cette association, qu'il réalisa une bonne partie de sa carrière comme chercheur indépendant jusqu'à son entrée comme professeur de sociologie à l'université Toulouse-III Paul Sabatier en octobre 2005. 25 ans de carrière, pendant lesquels furent accumulés un grand nombre de rapports de recherche, dont un bon tiers furent publiés sous forme de livres. Le site internet gerardneyrand.fr fait état de la diversité des commanditaires de ces recherches, que l'on pourrait classer au regard du nombre de rapports qu'ils ont financés : Direction de la population et des migrations, Mission Recherche du ministère des affaires sociales, Fondation de France, Caisse nationale des allocations familiales, Plan construction et habitat, CEMEA, et de nombreuses autres productions plus individualisées...
Façonné autant que balloté au gré des aléas de la recherche incitative, il fut ainsi confronté à l'impact du politique sur  la dynamique de production de la recherche, a fortiori de la recherche incitative. En 1986, le changement de majorité politique et le passage à une logique de cohabitation entre un Président de gauche et un Premier ministre de droite, faillit bien couler définitivement le Cimerss. Plusieurs contrats de recherche qui avaient été entérinés par les commissions scientifiques de sélection des appels d'offres, mais qui n'avaient pas été officiellement signés, furent annulés, contraignant l'équipe entière aux allocations chômage (Assedic). Exemplairement, une recherche obtenue avec la Direction de la population et des migrations sur l'acquisition de nationalité française à la suite d'un mariage mixte (franco-étranger) fut annulée sans autre forme de procès !  Dans la foulée, paraissait au Plan construction un appel d'offres sur "Le sentiment d'insécurité". Opportuniste, il répondit avec Caroline Guillot sur le sentiment d'insécurité chez les femmes seules chefs de famille et leur réponse fut retenue... Mais, ultime rebondissement, fin 1991, alors que le gouvernement était à nouveau socialiste, le responsable de la recherche de la Direction de la Population et des Migrations finance sur une "queue de budget" la recherche sur les couples mixtes annulée quelques années auparavant. Cela donnera l'ouvrage Mariages mixtes et nationalité française, réalisé avec l’historienne Marine M'Sili. Les exemples de l'implication du politique dans la dynamique de la recherche pourraient être multipliés, et il est clair que la recherche sur contrat est une dure école pour l'apprentissage du métier de sociologue, pour reprendre le titre du célèbre ouvrage de Bourdieu, Chamboredon et Passeron.
C'est à la fin des années 1990 qu'il met en œuvre une habilitation à diriger des recherches en sociologie, sous le parrainage de Jacques Commaille, complété sur la fin par celui de Didier Le Gall. Ce travail de réflexion synthétique et critique que représente l'HdR sera effectué en même temps que l'un de ses travaux les plus aboutis en matière de sociologie de la famille, celui sur l'évolution du regard sur la petite enfance et les places parentales, paru en 2000 aux Presses universitaires de France (PUF) sous le titre L'enfant, la mère et la question du père,. Car, en 1997 la Caisse nationale des allocations familiales (CNAF) avait lancé un appel d'offres sur le thème de la petite enfance, sollicitant un tel bilan des écrits sur la question. La fin du siècle fut ainsi l'occasion pour lui de soutenir son HdR en décembre 1999 à l'université de Caen et de voir publier son travail sur l'enfant et les places parentales en avril 2000.
Ce qui sera suivi 5 ans après par son intégration à l’université Paul Sabatier Toulouse 3, comme professeur de sociologie à la Faculté des sciences du sport et du mouvement humain et dans l'équipe d'accueil qui deviendra le CRESCO (Centre de recherche en sciences sociales du corps). Il y demeurera jusqu'à sa retraite, début 2017. Il obtient alors le statut de professeur émérite jusqu’à ce jour.

## Synthèse des travaux
La période de recherche "indépendante" (qui dépend de fait largement des politiques incitatives) s'étend ainsi de 1980 à 2005, soit 25 années où furent abordées de multiples thématiques et rendus pas moins de 43 rapports de recherche, la plupart comme responsable (cf. publications), complétées par 12 années de recherche dans le cadre universitaire. Les grands thèmes abordés s'ordonnèrent ainsi progressivement autour, d'une part de la question du genre (depuis l'étude des rôles conjugaux, 1983, jusqu'à celle de la socialisation différentielle des filles et garçons, 2014), notamment les situations post-séparation conjugale (de la résidence alternée, 1994,, à la précarité monoparentale, 2004) ; d'autre part, des situations interculturelles, plus particulièrement autour de la question des unions (de l'acquisition de la nationalité française par mariage, 1993, jusqu'aux mariages forcés, 2008) ; enfin de l'étude plus approfondie de certaines catégories d'âge (depuis l'adolescence, 1987, jusqu'à la petite enfance 1994-2014) ; et, chapeautant ces différentes approches, la prise en compte des dispositifs sociaux et de gestion les concernant (maisons vertes, lieux d'accueil, associations de proximité, espaces de loisir ou de rencontre...) ou des dispositifs institutionnels de prise en charge dans leur grande diversité (de l'éducatif au social, de la santé au politique). Le dialogue constitue alors pour lui le principe de régulation à l'oeuvre au sein des formes renouvelées de fonctionnement des familles qui aspirent à une "démocratie familiale".
En tant qu'elle représente un effort de synthèse à visée institutionnelle, l'Habilitation à diriger des recherches en sociologie donne un premier aperçu de la complexité d'une trajectoire marquée par l'impact de la demande institutionnelle sur les thématiques de recherche abordées, son intitulé donne un axe programmatique fort : Pluralité des formes de régulation des relations privées. Des incertitudes de la famille au flottement des discours publics. Il s'agit ainsi de mettre en évidence à quel point les formes prises par les relations considérées comme "privées", c'est-à-dire ressortant d'une gestion effectuée par les individus eux-mêmes à l'abri du regard et du contrôle publics, font de fait l'objet d'une régulation pluridimentionnelle mettant en œuvre aussi bien les logiques internes à la sphère privée que le politico-juridique et le médiatico-marchand... En ce sens, l'habilitation est l'occasion de réaliser une approche englobante qui permet de situer les différents travaux dans une analyse de la société globale, de ses contraintes et ses tensions entre logiques concurrentes, renouant ainsi avec l'approche de la thèse 20 ans auparavant, tout en l'approfondissant. Allié au travail conjoint sur l'évolution des savoirs sur la petite enfance et les places parentales, ce vaste effort de synthèse permettra à Gérard Neyrand de réaliser dans les années 2000 plusieurs recherches alliant interdisciplinarité et mise en perspective socio-politique des résultats, que ce soit sur la prévention psychique précoce (avec les pédopsychiatres Michel Dugnat et Jean-Noêl Trouvé, et la psychanalyste Georgette Revest), la monoparentalité précaire (avec la psychanalyste Patricia Rossi), les mariages forcés (avec la juriste Sahra Mekboul et le sociologue Abdelhafid Hammouche), ou la socialisation corporelle et de genre (avec la juriste Sahra Mekboul et la sociologue Christine Menesson).
L'originalité de son approche,, réside dans la volonté d'articuler des approches théoriques qui participent de disciplines ou d'options différentes mais dont il retient parmi les avancées qui sont susceptibles d'éclairer les phénomènes étudiés celles qu’il partage et qui ne vont pas entrer en contradiction les unes avec les autres. Exercice délicat, qui suppose une position critique et la capacité d’intégrer dans l’élaboration réflexive les énoncés qui entrent en cohérence avec l'analyse. Travail qui trouve particulièrement à s'exprimer au niveau des points d'articulation avec la psychanalyse, discipline de nos jours particulièrement divisée entre des options interprétatives différentes. Cet exercice s'exemplifie avec trois livres réalisés avec la formatrice Marie-Dominique Wilpert, d’une part, en 2013 avec le psychanalyste Michel Tort : Père, mère, des fonctions incertaines. Les parents changent, les normes restent ? ; d’autre part, deux ans après par une sorte de suite à ce travail, réalisé avec le psychologue clinicien Gérard Poussin : Père, mère, après séparation. Résidence alternée et coparentalité ; enfin, en 2018 avec le psychanalyste Daniel Coum : Malaise dans le soutien à la parentalité. Pour une éthique d’intervention.
Mais les disciplines ayant à voir avec la clinique psychologique sont loin d'être les seules à contribuer à un regard qui se veut transdisciplinaire : la traduction des évolutions étudiées dans le droit, mais surtout la genèse historique de celles-ci font partie des éléments qui alimentent régulièrement la réflexion. Comme beaucoup de sociologues, Gérard Neyrand estime que le social ne peut être décodé sans analyser son immersion dans l'histoire, et sans une référence minimale à une philosophie interprétative qui aide à dégager le sens des phénomènes étudiés.  Ce qui ne peut que renvoyer à un certain nombre de débats, et aux polémiques qui parfois les ont accompagnés, que ce soit sur la résidence alternée, sur les mariages mixtes, sur la prévention précoce, sur les fonctions parentales ou, plus globalement, sur le sens des mutations qui touchent les relations privées... qui, toutes, d'une manière ou d'une autre, ont à voir avec l'organisation politique et la gouvernementalité qui en découle, intimement liée au poids que représentent aussi bien l'économique sur l'ordre social que les représentations sociales qui donnent sens à cet ordre.
Après une période importante consacrée à l'analyse de la petite enfance et à celle de la parentalité,, dans les multiples formes que les rapports sociaux configurent, Gérard Neyrand remet en œuvre une réflexion sur l'autonomisation de la conjugalité,, et ses rapports ambivalents tout autant avec l'individualisme qu'avec la famille. Cette prise en tenaille met clairement en évidence que toujours les relations vécues comme les plus intimes sont prises dans des rapports sociaux, qui, par devers elles, les marquent du sceau du politique.
Son dernier ouvrage, Critique de la pensée positive, s'attache à mettre en évidence les fondements de l'idéologie positiviste du néolibéralisme, identifiée sous le nom de pensée positive, autrement dit l'injonction faite aux individus de rechercher un bonheur dont ils seraient seuls responsables, en déniant ainsi aussi bien la complexité de la vie psychique que l'impact des rapports sociaux sur la place occupée dans la société et les possibilités de s'y épanouir. Il réalise pour cela la généalogie critique de la psychologie positive, l'éducation positive et la parentalité positive.

## Publications

### Ouvrages
- Gérard Neyrand, Caroline Guillot, Entre clips et looks. Les pratiques de consommation des adolescents, L'Harmattan, 1989  (ISBN 2-7384-0600-9).
- Gérard Neyrand, Antoine Tomasi, Jeunes défavorisés et vie associative. Les conditions de l’engagement associatif des jeunes (éditions de la Fondation de France, 1993.
- Hugues Fulchiron, Sarah Mekboul, Gérard Neyrand, Nouvelles formes de l’autorité parentale et pratique de la résidence alternée, coll. Espaces et familles, no 31, éd. CNAF, 1994.
- Gérard Neyrand, L'enfant face à la séparation des parents. Une solution, la résidence alternée, Paris, Syros, 1994, quatrième édition La Découverte, 2009  (ISBN 9782707157867).
- Gérard Neyrand, Marine M’Sili, Mariages mixtes et nationalité française. Les Français par mariage et leurs conjoints, Paris, L’Harmattan, 1995  (ISBN 2738435114).
- Gérard Neyrand, Sur les pas de la Maison Verte. Des lieux d'accueil pour les enfants et leurs parents, Paris, Syros, 1995  (ISBN 2-84146-250-1).
- Gérard Neyrand (dir.), La famille malgré tout, Panoramiques, no 25, 2e trimestre 1996  (ISBN 9782854808858).
- Gérard Neyrand, Marine M’Sili, Les couples mixtes et le divorce. Le poids de la différence, Paris, L'Harmattan, 1996  (ISBN 9782738441584).
- Benoît Bastard, Laura Cardia-Vonèche, Bernard Eme, Gérard Neyrand, Reconstruire les liens familiaux. Nouvelles pratiques sociales, Paris, Syros, 1996  (ISBN 9782841463442).
- Gérard Neyrand (dir.), Le cœur, le sexe, et toi et moi...,  Panoramiques,  no 34, 3e trimestre 1998.
- Claudine Philippe, Gabrielle Varro, Gérard Neyrand (dirs.), Liberté, Égalité, Mixité… conjugales, Anthropos, Paris, 1998  (ISBN 9782717835915).
- Gérard Neyrand (dir.), Ces couples qu’on appelle « mixtes »,  Dialogue, no 139, 1er trimestre 1998.
- Gérard Neyrand, L'enfant, la mère et la question du père. Un bilan critique de l'évolution des savoirs sur la petite enfance, Paris, PUF, 2000 (3e édition 2011)  (ISBN 978-2-13-058816-0).
- Gérard Neyrand (dir.), Accompagner les premiers liens : la prévention précoce, Revue Dialogue,  no 157, 3e trimestre 2002  (ISBN 2749200156).
- Gérard Neyrand, La culture de vos ados, Paris, Fleurus, 2002. Edition étrangère : (Ne)moc adolescentov, Ljubljana (Slovénie), Oka, 2003  (ISBN 2215044136).
- Yvonne Knibiehler, Gérard Neyrand (dirs.), Maternité et Parentalité, éditions de l’ENSP, Rennes, 2004  (ISBN 978-2-85952-897-3).
- Gérard Neyrand (dir.), Femmes seules avec enfants face à la précarité, Revue Dialogue,  no 163, 1er trimestre 2004  (ISBN 9782749202754).
- Gérard Neyrand, Préserver le lien parental. Pour une prévention psychique précoce  (avec la collaboration de Michel Dugnat, Georgette Revest, Jean-Noël Trouvé), Paris, PUF, 2004  (ISBN 978-2-13-054475-3).
- Gérard Neyrand, Patricia Rossi, Monoparentalité précaire et femme sujet, Toulouse, Érès, 2004 (3e édition 2007, éd. de poche 2014)  (ISBN 9782749242217).
- Gérard Neyrand, Devenir parent, Revue Sciences de l’homme et sociétés, no 81, octobre 2005  (ISBN 9782752000774).
- Nathalie Chapon-Crouzet, Gérard Neyrand (dirs.), Parentalité et familles d’accueil, Revue Dialogue, no 167, 1er trimestre 2005  (ISBN 9782749204277).
- Gérard Neyrand (dir.), Faut-il avoir peur de nos enfants ? Politiques sécuritaires et enfance, La Découverte, Paris, 2006  (ISBN 9782707150097).
- Gérard Neyrand, Michel Dugnat, Georgette Revest, Jean-Noël Trouvé (dirs.), Familles et petite enfance. Mutations des savoirs et des pratiques,  érès, Toulouse, 2006  (ISBN 9782749205557).
- Gérard Neyrand, Abdelhafid Hammouche, Sahra Mekboul, Les mariages forcés. Conflits culturels et réponses sociales, Paris, La Découverte, 2008  (ISBN 9782707153906).
- Gérard Neyrand, Nathalie Fraïoli, Éveil et socialisation. La place des enfants dans les modes d'accueil, Paris, Pros Pages éditions, 2008  (ISBN 9782917590003).
- Gérard Neyrand, Le dialogue familial. Un idéal précaire, Toulouse, érès, 2009)  (ISBN 9782749210230).https://www.cairn.info/--.htm
- Gérard Neyrand, Abdelhafid Hammouche, Sahra Mekboul, Régine Scelles (dirs), Le couple sous contrainte, Revue Dialogue, no 187, 1er trimestre 2010  (ISBN 9782749211961).
- Gérard Neyrand, Soutenir et contrôler les parents. Le dispositif de parentalité, Toulouse, érès, 2011 (4e édition 2019)  (ISBN 9782749214634).
- Gérard Neyrand, Michel Tort, Marie-Dominique Wilpert, Père, mère, des fonctions incertaines. Les parents changent, les normes restent ?, Toulouse, érès, 2013  (ISBN 9782749239385).
- Gérard Neyrand, Soutien à la parentalité et contrôle social, Bruxelles, yapaka.be, 2013.
- Gérard Neyrand, Sahra Mekboul, Corps sexué de l’enfant et normes sociales. La normativité corporelle en société néolibérale, Toulouse, érès, 2014  (ISBN 9782749239781).
- Gérard Neyrand, Chantal Zaouche-Gaudron (dirs.), Le livre blanc de la résidence alternée. Penser la complexité, érès, Toulouse, 2014  (ISBN 9782749242170).
- Gérard Neyrand, Gérard Poussin, Marie-Dominique Wilpert, Père, mère, après séparation. Résidence alternée et coparentalité, Toulouse, érès, 2015  (ISBN 9782749249230).
- Gérard Neyrand, L’évolution des savoirs sur la parentalité, Bruxelles, yapaka.be, 2016.
- Gérard Neyrand, La parentalité aujourd’hui fragilisée, Bruxelles, yapaka.be, 2018.
- Nathalie Chapon, Gérard Neyrand, Caroline Siffrein-Blanc, Les liens affectifs en familles d’accueil, Toulouse, érès, 2018  (ISBN 9782749258676).
- Gérard Neyrand, Daniel Coum, Marie-Dominique Wilpert, Malaise dans le soutien à la parentalité. Pour une éthique d’intervention, Toulouse, érès, 2018  (ISBN 9782749258287).
- Gérard Neyrand, L’amour individualiste. Comment le couple peut-il survivre ? Toulouse, érès, 2018  (ISBN 9782749257716).
- Gérard Neyrand, La mère n’est pas tout ! Reconfiguration des rôles et perspectives de cosocialisation, Toulouse, érès, 2019  (ISBN 9782749263113).
- Gérard Neyrand (dir.), Faire couple, une entreprise incertaine, Toulouse, érès, 2020  (ISBN 9782749265896).
- Gérard Neyrand, Critique de la pensée positive. Heureux à tout prix ? Toulouse, érès, 2024  (ISBN 9782749281124).

### Chapitres d'ouvrages
- « Hiérarchie sociale, esthétique corporelle et identité », in Identité individuelle et  personnalisation, sous la direction de Pierre Tap, Toulouse, Privat, 1979.
- Bibliographie analytique « Les jeunes et la décohabitation », in Les transformations de la famille et de l’habitat, Paris, La Documentation française, 1988.
- « Les chômeurs de longue durée, une catégorie administrative unique pour des trajectoires diversifiées », (avec C.Guillot et A.Tomasi), in Les politiques d’emploi à l’épreuve du chômage de longue durée, sous la direction de Hugues Sibilles, Paris, Syros-Alternatives, 1989.
- « Les femmes seules chefs de famille et le sentiment d’insécurité », (avec C. Guillot), in La ville inquiète, sous la dir. D’Yvonne Bernard et Marion Segaud, Paris, Espace Européen, 1991.
- Les hommes, les médias et la garde d’enfants (expert français rédacteur du rapport national), Réseau de la Commission européenne des modes de garde d’enfants, Bruxelles, 1994
- « Entre quartiers et institutions, des jeunes en association », in Des jeunes et des associations, sous la direction de Bernard Roudet, Paris, L’Harmattan, 1996.
- « La famille comme structure d’accueil : quels modèles de socialisation ? « (avec Agnès Pitrou), in L’enfant et les familles nourricières en droit comparé, sous la direction de Jacqueline Pousson, Presses Universitaires de Toulouse, 1997.
- « Les lieux d’accueil enfants-parents, une nouvelle façon d’appréhender le lien familial », in Collectivités locales et accueil des jeunes enfants en Europe, Centre international de l’Enfance et de la Famille, Paris, 1997.
- « Mixité, homogamie et divortialité », in Liberté, Égalité, Mixité… conjugales, sous la direction de Claudine Philippe, Gabrielle Varro, Gérard Neyrand,  Paris, Anthropos, 1998.
- « L’enfant comme enjeu des débats sur les séparations familiales. La place des filles et des garçons »  in Filles et Garçons jusqu’à l’adolescence. Socialisations différentielles, coordonné par Yannick Lemel et Bernard Roudet, Paris, L’Harmattan, 1999.
- « Accueil des jeunes enfants : nouvelles figures », in Les implicites de la politique familiale. Approches historiques, juridiques et politiques, sous la direction de M. Chauvière, M. Sassier, B. Bouquet, R. Allard, B. Ribes, Paris, Dunod, 2000.
- « Regards sociologiques sur l’attention prise à observer les bébés », Postface, in Observer un bébé avec attention, sous la direction de Michel Dugnat, Toulouse, Érès, 2001  (ISBN 9782865869329).
- « Mutations sociales et renversement des perspectives sur la parentalité », in La pluriparentalité, sous la direction de Didier le Gall et Yamina Bettahar, Paris, PUF, 2001.
- « Les enfants de la précarité », in Précarisation du travail et lien social. Des hommes en trop ? sous la direction de Frédéric Abécassis et Pierre Roche, Paris, L’Harmattan, 2001.
- « Identification sociale, personnalisation et processus identitaires », in L’identité de la personne humaine, sous la direction de Jacqueline Pousson, Bruxelles, Emile Bruylant, p. 93-106,  2002, p. 93-106.
- « Les mésaventures du père », in Familles. Permanence et métamorphoses, sous la direction de Jean-François Dortier, Auxerre, Sciences Humaines éditions, 2002, p. 135-141.
- « Petite enfance et parentalité : une évolution contradictoire des savoirs », in Comprendre la famille, sous la dir. De Carl Lacharité et Gilles Pronovost, Presses Université du Québec, p. 7-27, 2002.
- « La reconfiguration contemporaine de la maternité », in Maternité et Parentalité, sous la direction de Yvonne Knibiehler et Gérard Neyrand, Rennes, éd. De l’ENSP, 2004, p. 21-38.
- « Paradoxes et perspectives de la prévention », in Prévention précoce, Parentalité et périnatalité, sous la direction de Michel Dugnat, Toulouse, Érès, p. 61-73, 2004  (ISBN 9782749201900).
- « Émergence de l’enfant sujet et paradoxe de la médiatisation », in L’enfant, acteur et/ou sujet au sein de la famille et des institutions, sous la direction de G. Bergonnier-Dupuy, Toulouse, Érès, 2005, p. 15-22  (ISBN 9782749205229).
- « L’impact grand-parental des mutations sociales », in Grands-parents et grand-parentalité, sous la direction de B. Schneider, M-C. Mietkiewicz, S. Bouyer, Toulouse, Érès, 2005, p. 247-254  (ISBN 9782749204734).
- « Une histoire de l’enfance et de l’enfant du XVIIIe siècle à nos jours », in Enfants, sexe innocent ?, sous la direction de Marcela Palacios, Paris,  Autrement, 2005, p. 8-20.
- « Le retour du biopouvoir », Faut-il avoir peur de nos enfants ? Politiques sécuritaires et enfance, sous la direction de Gérard Neyrand, Paris, La Découverte, 2006.
- « L’évolution des modèles de couple depuis quatre générations », La grande encyclopédie des parents et de la famille, Paris, A capella éditeur pour Fleurus et Mame, novembre 2006.
- « Renouvellement des perspectives psychologiques sur le petit enfant », in Éléments pour une sociologie de l’enfance, sous la direction de Régine Sirota, Presses Univ.  de Rennes,  2006.
- « Divergence des modèles de prévention précoce », Le collectif Pas de 0 de conduite pour les enfants de 3 ans !,  Toulouse, Érès, 2006  (ISBN 9782749206752).
- « Métamorphoses des représentations du bébé, de l’enfant, et des places parentales », Sa Majesté, le bébé, sous la direction de Fabien Joly, Toulouse, Érès, 2007, p. 17-36. (AN : 978274920795)
- « Monoparentalités et enfance : un sujet controversé », Mes papas, mes mamans, et moi ? La place de l’enfant dans les nouvelles parentalités, sous la direction de Jacques Besson et Mireille Galtier, Toulouse, Érès, 2007, p. 109-120  (ISBN 9782749207193).
- « La prise de l’enfance dans la reconfiguration sécuritaire de la clinique psychique, ou le retour du biopouvoir »,  Enfance dangereuse, enfance en danger ? sous la direction de Lucette Khaïat, Cécile Marchal, Toulouse, Érès, 2007, p. 97-108  (ISBN 9782749207612).
- « Pour une théorie critique de la parentalité », Familles et parentalité : rôles et fonctions entre tradition et modernité, sous la direction de Michel Latchoumanin et Thierry Malbert, Paris, L’Harmattan, 2007, p. 101-110.
- « La mixité, une remise en question des stéréotypes sexuels à l’œuvre dans la France », Enjeux sociologiques autour des mixités, sous la direction de Beate Collet, Claudine Philippe, Paris, L’Harmattan, 2008.
- « La socialisation des filles et des garçons dans les pratiques culturelles et sportives » (avec Christine Mennesson), Enfance & culture. Transmission, appropriation et représentation, sous la direction de Sylvie Octobre, Paris, Ministère de la culture et de la communication, 2010.
- « Lieux d’accueil, savoirs et gestion politique. Un espace en tension », Parents-professionnels : la co-éducation en questions, sous la direction de Sylvie Rayna, Marie-Nicole Rubio, Henriette Scheu, Toulouse, Eres, 2010, p. 27-35.
- « La démocratie familiale, une reformulation de la question paternelle », Désirs de pères, 1001 bb no 114, sous la direction de Christian Robineau, Toulouse, Érès, 2010  (ISBN 9782749212784).
- « L’exacerbation des tensions culturelles dans l’espace matrimonial : le cas des mariages forcés », Familles et diversités culturelles, sous la direction de Pascale Boucaud et Georges Eid, Paris, L’Harmattan, 2011, p. 133-143.
- « Le dialogue conjugal, un idéal précaire ? », Violences conjugales, sous la direction de Abdelhafid Hammouche, Rennes, PUR, 2012.
- « Le corps de l’enfant et la rénovation de la bio-politique », Métamorphoses du contrôle social, sous la direction de Romuald Bodin, Paris, La Dispute, 2012.
- « Porter bébé, une disposition sexuée ? », Des bébés bien portés, sous la direction de Régine Prieur, Toulouse, érès, 2012.
- « Les mésaventures du père », La parenté en questions, sous la direction de Véronique Bedin, Martine Fournier, Paris, éd. Sciences humaines, 2013.
- « Le rapport parent-enfant à la croisée des chemins : un renouvellement des façons de voir et d’intervenir », Traité de l’éducation familiale, sous la direction de Geneviève Bergonnier-Dupuy, Paul  Durning, Hélène Join-Lambert, Paris, Dunod,  2013.
- « Pour une prévention relationnelle fonctionnant en réseau », Les politiques de cohésion sociale, sous la direction de Christophe Fourel et Guillaume Malochet, in chapitre 3, La prévention précoce, Paris, La documentation française, Rapports et documents no 55, 2013.
- « Prendre soin, une préoccupation humaine à contenu politique », Soigner, prendre soin en périnatalité, sous la direction de Michel Dugnat, Toulouse, érès, 2013, 23-29. (AN : 9782749236957)
- « Visée sécuritaire et managériale ou soutien et accompagnement des parents : les paradoxes d’une gestion néolibérale de la famille », « Être un bon parent », une injonction contemporaine, sous la direction de Claude Martin, Rennes Presses de l’EHESP, 2014, p. 137-150.
- « Du social au familial : des mutations relationnelles qui bouleversent les représentations », Du familial au social. Répétitions et mutations, sous la direction de Danièle Césaréo, Paris, L’Harmattan, 2014, p. 131-154.
- « Le parcours mouvementé de la résidence alternée en France », Le livre blanc de la résidence alternée, sous la direction de Gérard Neyrand et Chantal Zaouche-Gaudron, Toulouse, érès, 2014, p. 12-15.
- « Le rôle éducatif des parents : une ambivalence du regard social », Enfants rebelles, parents coupables ? sous la direction de Dominique Attias, Lucette Khaïat, Toulouse, érès, 2014  (ISBN 9782749240312).
- « L'enfant face a la prévention de la violence. Deux figures contrastées de bouc émissaire : le pédophile et l'enfant dangereux. », Bouc émissaire, Dunod, 2015.
- « La résidence alternée en France, un témoin des résistances a la démocratisation de la  famille », International Conférence on Shared Parenting, Bonn, Germany, 2015.
- « Evolução do estatuto da residência alternada em França (L'évolution du statut de la résidence alternée en France) », Uma familia parental, duas casas. Residências alternada – dinâmicas e prâticas sociais, sous la direction de Sofia Marinho, Intituto de Ciências Sociais da Universidade de Lisboa, Portugal, 2016..
- « Le bébé et les affiliations : une dynamique évolutive », Bébé sapiens. Du développement épigénétique aux mutations dans la fabrique des bébés, sous la direction de Drina Candilis-Huisman, Michel Dugnat, Toulouse, érès, 2017, p. 183-197  (ISBN 9782749256115).
- « De l’influence des réseaux sociaux sur l’incertitude conjugale », Familles et temps. Modification des liens conjugaux et parentaux, Paris, L’Harmattan, 2017, p. 291-298.
- « Les incertitudes du politique sur le bébé et son devenir », Bébé attentif cherche adulte(s) attentionné(s), sous la direction de Michel Dugnat, Toulouse, érès, 2018, p. 367-374  (ISBN 9782749262130).
- « L’intérêt supérieur de l’enfant, un miroir aux alouettes ? », L’intérêt de l’enfant : mythe ou réalité ?, sous la direction de Anne-Claire Réglier, Caroline Siffrein-Blanc, Institut universitaire Varenne, 2018, p. 45-52  (ISBN 978-2-37032-172-5).
- « "Parler bambin", un avatar parmi d’autres du néolibéralisme ? », Le programme « Parler bambin » : enjeux et controverses, sous  la direction de Patrick Ben Soussan, Sylvie Rayna, Toulouse, érès 1001 BB, 2018, p. 248-258  (ISBN 9782749261683).
- Participation à « Dans les fratries, de l’interdit au non-dit », Frères et sœurs ? Incestes sous silence, sous la direction de Dominique Thiéry, Le bord de l’eau, Lormont, 2018.
- Accompagner les parents dans leur travail éducatif et de soins, sous la direction de Claude Martin, avec Sandrine Dauphin, Abdelhafid Hammouche, Marianne Modak, Jeanne Moeneclaey, Catherine Sellenet, Michel Vandenbroeck, Chantal Zaouche Gaudron, Caisse nationale des allocations familiales/La documentation française, Paris, 2018.
- « Le soutien aux parents et la normativité. Pour sortir du parentalisme », dans Neyrand G.,  Coum D.,  Wilpert M-D. Malaise dans le soutien à la parentalité, Toulouse, Erès, 2018.
- « Violence féminine et séparations conjugales », interview, La violence existe aussi au féminin, sous la direction de Eric Verdier et Lolita Pheulpin,  H&O, 2019, p. 150-162  (ISBN 2845473362).
- « Les paradoxes de la conjugalité contemporaine », dans Par-delà l'amour et la haine. Dans les liens familiaux et le travail social, sous la direction de Daniel Coum, Toulouse, Érès, 2020  (ISBN 9782749266176).
- « Novo quadro da parentalidade e do acolhimento profissional da criança em domicilio » dans Formaçao de professores. Entre a esperança e a pandemiea, sous la direction de Simone Albuquerque Da Rocha, Elni Elisa Willms, Sao Paulo, ediçoes Verona, 2020, p. 139-148.
- « Le couple hypermoderne ou l’avenir d’une illusion », dans Faire couple, une entreprise incertaine, sous la direction de Gérard Neyrand, Toulouse, érès, 2020, p. 17-36  (ISBN 9782749265896).
- « Le corps sexué de l’enfant dans le maillage des normes sociales », dans L’enfant et adolescent hors cadre ? Hyperactivité, handicap et “dys”, transgenre… sous la direction de Marie-Frédérique Bacqué et Claire Metz, Paris, Hermann, 2021, p. 27-36.
- « Innovation et dynamique sociale : de la nécessité de réaffirmer la fonction préventive, solidaire et citoyenne des lieux d’accueil enfants-parents », dans Pillot-Péronnet Isabelle, Zambeaux Anne, Confais Laurence, Les lieux d’accueil enfants-parents, Éclairages, repères et questions, Toulouse, Érès, 2023, p. 175-186